# Университетски град в Каракас
Университетски град в Каракас (на испански: Ciudad Universitaria de Caracas) е името, под което е известен кампусът на Централния университет на Венецуела в квартал Сан Педро, гр. Каракас, Венецуела.
Има застроена площ от 164,22 хектара и незастроена площ от 202,53 хектара. Признат е за обект на световното културно наследство от ЮНЕСКО през 2000 г.
Счита се за майсторско произведение на архитектурата и урбанизма и е единственият построен в XX век, планиран от само 1 архитект, достигнал такава популярност – архитекта Карлос Раул Виянуева.
Построен е върху бившата хасиенда на семейството на Симон Боливар, купено от правителството на Венецуела по време на администрацията на президента Исияс Медина Ангарита през 1942 г. Първоначалната причина е недостигът на място за увеличаващия се брой студенти в сградите на конвента Сан Франсиско, тогавашния дом на университета. Тази уникална възможност дава на Виянуева свободата съзнателно да приложи вплитане между архитектура и изкуство в голям мащаб. Той работи в близки отношения с всички художници, от които са поръчани произведения, и лично води проекта цели 25 години до края на 1960-те години, когато влошаващото му здраве го принуждава да изостави проекта, докато няколко сгради се намират все още в проектантска фаза. 
Първата част от проекта е открита на 2 март 1954 г. В завършен вид той включва болница, поликлиника, олимпийски стадион и ботаническа градина освен всичките факултетни сгради.
Днес е известен по цял свят като място, където могат да видят множество произведения на известни международни скулптори и художници. Тези скулптури, мозайки и стенописи са поставени в редица озеленени вътрешни дворове, свързани чрез покрити пътеки. Личи си предпочитанието на Виянуева към абстракционизма, което да съчетава с архитектурните си виждания.

## Художници, допринесли към проекта
непълен списък
- Жан Арп ( Франция)
- Андре Блок ( Франция)
- Александър Калдер ( САЩ)
- Вифредо Лам ( Куба)
- Анри Лорен ( Франция)
- Фернан Леже ( Франция)
- Балтазар Лобо ( Испания)
- Антуан Певзнер ( Русия)
- Софи Тойбер-Арп ( Швейцария)
- Виктор Васарели ( Унгария)
- Матео Манауре ( Венецуела)
- Франсиско Наварес ( Венецуела)
- Алехандро Отеро ( Венецуела)
- Армадо Бариос ( Венецуела)
- Браулио Саласар ( Венецуела)
- Хесус Сото ( Венецуела)
- Матео Манауре ( Венецуела)
- Освалдо Вигас ( Венецуела)
- Паскуал Наваро ( Венецуела)
- Виктор Валера ( Венецуела)

- Жан Арп.
- Александър Калдер
- Балтазар Лобо
- Антуан Певзнер
- Виктор Васарели
- Армадо Бариос
- Матео Манауре
- Паскуал Наваро
- Алехандро Отеро
- Алехандро Отеро
- Виктор Валера
- Фернан Леже